# Крутов, Александр Валерьевич
Александр Валерьевич Крутов (12 августа 1951, Кинешма, Ивановская область — 6 октября 2023, Жуковский, Московская область) — советский и российский военный лётчик, заслуженный лётчик-испытатель Российской Федерации (1999), Герой Российской Федерации (1995).

## Биография

### Ранние годы
Родился 12 августа 1951 года в Кинешме Ивановской области. В 1959 году переехал в Иваново, где окончил десять классов школы и работал сначала учеником фрезеровщика Большой Ивановской мануфактуры, затем техником охранной сигнализации вневедомственной охраны Фрунзенского РОВД Иваново. В 1969 году был призван на службу в Советскую Армию.

### Служба в ВВС СССР и лётно-испытательная работа
В 1973 году окончил Качинское высшее военное авиационное училище лётчиков, служил в частях ВВС СССР на должностях военного лётчика, старшего лётчика, командира звена в 5-м гвардейском истребительном авиационном полку и 841-м гвардейском истребительном авиационном полку. В 1980 году в звании капитана (присвоено в 1978 году) уволен в запас.
Поступил в Школу лётчиков-испытателей, которую окончил в 1981 году.
С 1981 по 2006 годы работал лётчиком-испытателем в Лётно-исследовательском институте. Участвовал в испытаниях корабельных истребителей «Су-27К», «МиГ-29К», «Су-25УТГ», а также самолётов «Як-28», «Су-17», «Су-24», «Су-25», «Су-27», «МиГ-21», «МиГ-23», «МиГ-25», «МиГ-29». Впервые в России в большом количестве полетов отработал взлет и посадку на грунт с коротким разбегом и пробегом на самолёте Як-38. Провёл испытания Як-38 на прочность, устойчивость, проверку лётных ограничений.
Провёл лётные исследования трамплинного взлёта и аэрофинишерной посадки на летающей лаборатории МиГ-27. Выполнил первые посадки с зацеплением за трос аэрофинишера на наземном тренировочном комплексе «НИТКА».
1 ноября 1989 года выполнил первую посадку на палубу тяжёлого авианесущего крейсера «Тбилиси» штурмовика Су-25УТГ (второй член экипажа, первый пилот Игорь Вотинцев).
Всего освоил боле 35 типов самолётов и вертолётов. Провел испытания многих самодельных самолётов в рамках Федерации любителей авиации (ФЛА).
С ноября 2012 по октябрь 2019 года руководил Школой лётчиков-испытателей ЛИИ им. М. М. Громова.

### Смерть
Александр Валерьевич Крутов жил в городе Жуковском Московской области. Он умер 6 октября 2023 года в Жуковском. 
Прах Александра Крутова был захоронен 14 октября 2023 года на Быковском мемориальном кладбище в Жуковском.

## Награды и звания
- Герой Российской Федерации — за мужество и героизм, проявленные при испытании новой авиационной техники, звание присвоено указом Президента Российской Федерации от 19 сентября 1995 года (медаль «Золотая Звезда» № 216)[3]
- Орден «За личное мужество» (17 ноября 1992) — за мужество и самоотверженность, проявленные при испытании, доводке и освоении новых образцов авиационной техники
- Заслуженный лётчик-испытатель Российской Федерации (1999)[3]